# 草苁蓉属
草苁蓉属（学名：Boschniakia）是列当科下的一个属，为粗壮、无叶、褐色草本植物。该属共有2－3种，分布于亚洲东北部至北美。

## 下属物种
本属包括以下物种：
- 丁座草 Boschniakia himalaica Hook.fil. & Thomson
- 草苁蓉 Boschniakia rossica (Cham. & Schlecht) B.Fedtsch.